# Торе де Ровери
Торе де Ровери (итал. Torre de' Roveri) је насеље у Италији у округу Бергамо, региону Ломбардија.
Према процени из 2011. у насељу је живело 2148 становника. Насеље се налази на надморској висини од 258 м.

## Становништво
Према резултатима пописа становништва 2011. у општини је живело 2.310 становника.
| 1931. | 1936. | 1951. | 1961. | 1971. | 1981. | 1991. | 2001. | 2011. |
| ----- | ----- | ----- | ----- | ----- | ----- | ----- | ----- | ----- |
| 992   | 994   | 1.124 | 1.184 | 1.324 | 1.419 | 1.650 | 2.036 | 2.310 |